# Assiminea cornea
Assiminea cornea is een slakkensoort uit de familie van de Assimineidae. De wetenschappelijke naam van de soort is voor het eerst geldig gepubliceerd in 1853 door Leith.